# حراك مناخي
يشمل الحراك المناخي مجموعة المنظمات غير الحكومية المنخرطة في النشاط المتعلق بقضايا التغير المناخي. تعدّ مجموعة فرعية من الحراك البيئي الأوسع، إلا أن البعض يعتبرها حركة اجتماعية جديدة بحد ذاتها نظرًا لنطاقها وقوتها وأنشطتها.

## لمحة تاريخية
تطور الحراك المناخي بسرعة في العقود الأولى من القرن الحادي والعشرين، وبدأ كأحد الدوافع العديدة للحراك البيئي.
بدأ النشاط المتعلق بالتغير المناخي في تسعينيات القرن العشرين، عندما انخرطت المنظمات البيئية الرئيسية في مناقشات حول المناخ، لا سيما في إطار اتفاقية الأمم المتحدة الإطارية بشأن التغير المناخي. تأسست العديد من المنظمات المختصة بالنشاط المناخي في العقد الأول من القرن الحادي والعشرين، مثل 350.org وتحالف العمل في مجال الطاقة والنداء العالمي إلى العمل المناخي.

### الحشد لكوبنهاغن 2009
يعدّ مؤتمر الأمم المتحدة للتغير المناخي 2009 في كوبنهاغن، أول قمة لاتفاقية الأمم المتحدة الإطارية بشأن التغير المناخي، أظهر من خلالها الحراك المناخي قدرته على الحشد على نطاق واسع. شارك ما بين 40,000 و100,000 شخص في مسيرة في كوبنهاغن في 12 ديسمبر، للمطالبة باتفاقية عالمية بشأن المناخ. تجاوز تأثير الحراك مؤتمر كوبنهاغن، ليشمل تنظيم أكثر من 5400 مسيرة ومظاهرة في جميع أنحاء العالم في وقت واحد.

## الأنشطة

### مسيرة المناخ الشعبية 2014
عُقد أكبر حدث فردي الحراك المناخي في 21 سبتمبر 2014، عندما احتشد 400000 ناشط في نيويورك خلال مسيرة المناخ الشعبية (بالإضافة إلى عدة آلاف آخرين في مدن أخرى)، التي نظمتها حركة المناخ الشعبية، للمطالبة بالعمل المناخي من القادة المجتمعين في قمة الأمم المتحدة للمناخ 2014.

### تصفية الاستثمارات في الوقود الأحفوري
تعدّ تصفية الاستثمارات في الوقود الأحفوري والاستثمار في الحلول المناخية، محاولة للحد من التغير المناخي من خلال ممارسة ضغوط اجتماعية وسياسية واقتصادية من أجل التجريد المؤسسي من الأصول بما في ذلك الأسهم والسندات والأدوات المالية الأخرى المرتبطة بالشركات المشاركة في استخراج الوقود الأحفوري.
ظهرت حملات تصفية الاستثمارات في الوقود الأحفوري في الجامعات في الولايات المتحدة في عام 2011، إذ دعا الطلاب إداراتهم إلى تحويل استثمارات الهبات في صناعة الوقود الأحفوري إلى استثمارات في الطاقة النظيفة والمجتمعات الأكثر تأثرًا بالتغير المناخي.
ورد في عام 2015 أن عملية تصفية الاستثمارات في الوقود الأحفوري كانت أسرع حركة تصفية استثمارات متزايدة في التاريخ. بدأت حوالي 1192 مؤسسة وأكثر من 58000 فرد بأموال تقدر بحوالي 14 تريليون دولار في جميع أنحاء العالم بتصفية الاستثمارات في الوقود الأحفوري أو كانوا قد التزموا بذلك، بحلول أبريل عام 2020.

### العمل المناخي المؤسساتي
قامت ائتلافات من المؤسسات الاستثمارية بتأطير العمل المناخي. تضمنت هذه المبادرات في بعض الأحيان جهودًا جماعية موسعة، مثل العمل المناخي +100، وهو اتحاد يضم أكثر من 300 مؤسسة مستثمرة (بما في ذلك بعض أكبر مصادر انبعاث الاحتباس الحراري). لا تعدّ المساهمة المؤسساتية نادرة في هذا المجال، على الرغم من الافتراض السائد بأن اهتمامات أصحاب المصلحة قد لا تتضمن مثل هذا الإجراء.

### الحشد من أجل المناخ
بدأت نسبة متزايدة من المساهمين في الحراك المناخي بحلول عام 2014 وخاصة في الولايات المتحدة، بالتنظيم من أجل استجابة اقتصادية دولية للتغير المناخي على نطاق حشد «الجبهة الداخلية الأمريكية خلال الحرب العالمية الثانية»، بهدف خفض انبعاثات الكربون بسرعة والانتقال إلى طاقة نظيفة بنسبة 100% أسرع مما تسمح به السوق الحرة على الأرجح. قادت منظمة «الحشد من أجل المناخ» خلال عامي 2015 و2016 حملات شعبية بحجم هذا الطموح، ونجح الناشطون في يوليو عام 2016 في الحصول على صيغة تبناها البرنامج الوطني للحزب الديمقراطي، والتي دعت إلى الحشد من أجل العمل المناخي على نطاق الحرب العالمية الثانية. نشر عالم البيئة بيل ماكيبين في أغسطس عام 2015 مقالًا في صحيفة ذا نيو ريببلك دعا فيه الأمريكيين «لإعلان الحرب على التغير المناخي».

### الإضراب المدرسي من أجل المناخ
الإضراب المدرسي من أجل المناخ، والمعروف أيضًا باسم فرايديز فور فيوتشر (إف إف إف)، أو شباب من أجل المناخ، أو إضراب المناخ أو إضراب الشباب من أجل المناخ، وهو حركة دولية لطلاب المدارس الذين يأخذون إجازة من الفصل في أيام الجمعة للمشاركة في المظاهرات التي تطالب باتخاذ إجراءات صادرة عن القادة السياسيين للبت في منع حدوث الاحتباس الحراري، واستبدال صناعة الوقود الأحفوري بالطاقة المتجددة.
بدأت الدعاية والتنظيم على نطاق واسع بعد أن نظمت التلميذة السويدية غريتا تونبرج احتجاجًا في أغسطس عام 2018 خارج البرلمان السويدي، حاملةً لافتة كتب عليها («الإضراب المدرسي من أجل المناخ»).
جمع الإضراب العالمي في 15 مارس عام 2019 أكثر من مليون محتج في حوالي 2200 إضرابًا نُظم في 125 دولة. حصل الإضراب العالمي الثاني في 24 مايو 2019، إذ اجتذب 1600 حدثًا في 150 دولة جمعت مئات الآلاف من المتظاهرين. ضُبطت الأحداث لتتزامن مع انتخابات البرلمان الأوروبي لعام 2019.
تألف الأسبوع العالمي من أجل المستقبل لعام 2019 من سلسلة تكونت من 4500 إضرابًا حصل في أكثر من 150 دولة، وتركزت في الفترة الممتدة من الجمعة الواقعة في 20 سبتمبر وحتى الجمعة الواقعة في 27 سبتمبر، وهي الفترة المتوقع أن يحصل فيها أكبر إضرابات مناخية في تاريخ العالم، إذ جمعت إضرابات 20 سبتمبر ما يقارب 4 ملايين محتجًا، أغلبهم من تلاميذ المدارس، بما في ذلك 1.4 مليون شخصًا في الإضراب الذي حصل في ألمانيا. شارك في إضراب 27 سبتمبر ما يقدر بنحو مليوني شخص في المظاهرات في جميع أنحاء العالم، بما في ذلك أكثر من مليون متظاهرًا في إيطاليا وعدة مئات الآلاف من المتظاهرين في كندا.